# 水牛橋站
水牛桥站（音素換寫：S̄t̄hānī s̄aphānkhwāy，皇家轉寫：Sathani Saphan Khwai，發音：[sā.tʰǎː.nīː sā.pʰāːn kʰwāːj]）位於泰國首都曼谷拍耶泰縣拍鳳裕庭路，為曼谷BTS素坤逸线上的一座车站。

## 鄰近地點
- 保羅醫院（Paolo Memorial Hospital）
- 帕纳空医院（Phra Nakhon Hospital）
- 三升邮局（Samsen Post Office）
- 第五供水局（Metropolitan Waterworks District 5）
- 邦世线公安局（Bang Sue Police Station）
- 必须中心（超级市場）
- Suphap Hotel、Nice Palace Hotel：距離0.5公里
- Suda Palace Hotel（兩星旅社）、自由花園旅社（Liberty Garden Hotel，兩星旅社）及55 Hotel：距離0.6公里
- 巴蒂博旅社（Pradiphat Hotel，兩星旅社）：距離0.7公里
- 伊利沙伯旅社（Elizabeth Hotel，兩星旅社）：距離0.8公里

## 外部連結
- 曼谷集體運輸系統（架空電車）的官方網站